# Winter & Winter
Winter & Winter è una etichetta discografica tedesca con sede a Monaco di Baviera,  specializzata in musica jazz, Jazz d'avanguardia,Musica contemporanea. Fondata nel 1995 da Stefan Winter, dopo la chiusura della sua etichetta JMT Records.
Dal 1997 Winter & Winter ha pubblicato dischi di Dave Douglas, Paul Motian, Jim Black, Fred Frith e Uri Caine e ha ripubblicato album dal catalogo JMT, comprese le registrazioni di Steve Coleman, Cassandra Wilson, Greg Osby, Django Bates e Paul Motian.